# II. Károly orléans-i herceg
II. Károly orléans-i herceg (franciául Charles II d'Orléans, Saint-Germain-en-Laye, 1522. január 22. – Forest-Montiers, 1545. szeptember 9.) a Valois-házi I. Ferenc francia király és első felesége, Valois Klaudia fia, II. Henrik francia király öccse, Franciaország pairje. 1536 és 1544 közott a trónöröklés rendjében a második helyen volt. Apja életében Angoulême (1531-től), Orléans (1536-tól) és Bourbon (1544-től) hercege volt. Felnőtt korában ellenséges viszonyban volt Henrik dauphinnel, azonban konfliktusuk nem fejlődhetett komolyabb következményekkel járó viszállyá Károly fiatalon, betegségben bekövetkezett halála miatt. Utódok nélkül halt meg.

## Származása, családja
A Valois-ház Orléans-ágának angoulême-i oldalágához tartozó Ferenc dauphin – akkor Valois és Orléans hercege – 1514. május 18-án vette feleségül az 1499-es születésű Valois Klaudiát, XII. Lajos francia király és Bretagne-i Anna leányát. Károly volt a királyi pár hatodik élve született gyermeke, egyben harmadik és utolsó fia. Károly testvérei:
1. Lujza (1515–1518), V. Károly jegyese
2. Sarolta (1516–1524)
3. névtelen (1517)
4. Ferenc (1518. február 28. – 1536. augusztus 10.) dauphin, Bretagne hercege;
5. Henrik (1519. március 31. – 1559. július 10.) dauphin, később francia király II. Henrik néven;
6. Magdolna (1520. augusztus 10. – 1537. július 2.), V. Jakab skót király felesége 1537-ben;
7. névtelen (1521)
8. Margit (1523. június 5. – 1574. szeptember 14.), 1559-től Emánuel Filibert savoyai herceg felesége.
9. névtelen (1524)

Édesanyja 1524-ben hunyt el gyermekszülés következtében. A következő évben, az 1525-ös paviai csatában V. Károly német-római császár és spanyol király hadai megsemmisítő vereséget mértek a francia haderőre, és elfogták I. Ferencet, akit Spanyolországba vittek hadifogolyként. Fogságban írta alá 1526-ban a madridi békét, melynek garantálására két idősebb fiát – Károly bátyjait, Ferenc dauphint és Henriket – túszul adták a spanyol udvarba. A szerződésben kikötötték, hogy Károlyt is átadják majd a császárnak, hogy annak udvarában nevelkedjen, miután fivérei visszatértek Franciaországba. Erre végül nem került sor, a testvérek pedig csak 1530-ban találkoztak, amikor apjuk az ún. hölgyek békéje értelémben feleségül vette V. Károly nővérét, Habsburg Eleonórát, így megpecsételve a császár és a király békéjét.
1536-ban Ferenc dauphin betegség vagy mérgezés következtében meghalt. Ekkor a breton hercegi címet Henrik örökölte meg, Károly pedig megkapta apanázsként annak orléans-i hercegségét, így innentől kezdve II. Károly orléans-i hercegként ismerték. 1540-ben ehhez La Marche grófságát is neki adományozták.

## A király kedvenc fia – konfliktus a dauphinnel
A király három fia közül őt tartották a legszebbnek, noha egyik szemét himlőben elvesztette. Felnőve jóval népszerűbb lett az udvarban Henrik trónörökösnél, köszönhetően vidám, gáláns, kellemes, extravagáns személyiségének, amely nagyban az őt kedvenc fiának tartó apjáéra hasonlított. Egyesek ugyanakkor frivolnak, sőt nőiesnek írták le, mint Clément Marot is.
Aktív résztvevője volt az apja udvarában tartott maszkabáloknak, amint azt Francesco Primaticcio rajzain láthatjuk:
- szatírként bátyja, a dauphin, valamint Anne de Montmorency connétable és Jean de Lorraine bíboros oldalán I. Ferenc nevers-i herceg és Vendôme kisasszony párizsi esküvőjén, 1539 januárjában (Faun, Silvanus és Pán, Bibliothèque nationale centrale de Florence);
- színes libériában, turbánnal a Blois-ban szervezett ún. török ünnep („turquerie”) alkalmából (1541. március 16.), I. Ferenc király, de Lorraine bíboros, valamint Estei Hippolit bíboros, akkori lyoni érsek oldalán. (Egy török, Bibliothèque nationale centrale de Florence);
- teknősön lovagló fonónőként, az 1542 februárjában tartott karnevál estéjén (A szorgos és állandó lassúság, Nationalmuseum, Stockholm).

I. Ferenc egyértelműen jobban kedvelte Károly fiát, mint Henrik dauphint, akivel egyáltalán nem értették meg egymást. A király és az udvar nagy része felrótták Henriknek csendes, melankolikus, duzzogásra hajlamos, haragtartó, hipochondriás természetét. Egyesek kevéssé kellemes személyiségét a spanyol udvarban töltött három év hatásának tudták be.
A dauphin és a király közti konfliktus 1541-ben robbant ki, amikor a Henrik által nagyon kedvelt Montmorency hadfőparancsnok kegyvesztetté vált. Az udvar ennek nyomán kettészakadt a dauphin és szeretője, Diane de Poitiers pártjára, valamint a király és Étampes hercegnője híveire. Ez utóbbiak az orléans-i herceget végleg a bátyja ellen hangolták.

## A IX. itáliai háborúban
1542-ben kitört a IX. itáliai háború. Ferenc király két frontot nyitott: délen Henrik dauphinra bízta Roussillon és Perpignan meghódítását, míg a Luxemburgi Hercegség ellen Károlyt indította Claude de Guise herceg és fia, François támogatásával. Henrik ekkor először vezetett egymaga egy hadsereget anélkül, hogy mentora, Montmorency segítette volna. Augusztus 23-án seregével megrohamozta Perpignant, de nem sikerült bevennie a várost. Henrik ekkor ostromba kezdett, a helyőrség azonban olyan kitartóan védekezett, hogy Ferenc király kénytelen volt szeptemberben megparancsolni fia számára, hogy vonuljon vissza. Mindeközben Károly herceg Guise-ek támogatta serege sikert sikerre halmozott északon: bevette Ivoy-t, Arlont és Luxembourg városát is (e helyeken Gaspard de Saulx, a későbbi Tavannes marsall is kitüntette magát). Ezután annak ürügyén, hogy támogatást és kiegészítő tüzérséget visz Henriknek, csatlakozott hozzá. Kölcsönös ellenszenvük ismeretében valószínű, hogy Károly inkább nem akart kimaradni Perpignan esetleges meghódításának dicsőségéből. Mire azonban délre érkezett, az ostrom már véget ért, ráadásul a császári erők két napra rá visszafoglalták Luxemburgot. Ferenc a hadjárat nyomán megharagudott Károlyra, aki hagyta elveszni a hódításait, Henriket pedig megfosztotta hadvezéri rangjától a perpignani fiaskó miatt. A király ekkor ébredt rá, hogy két fiának ellenségeskedése katasztrofális hatással lehet a királyságra.

## Házassági tervek

II. Károly orléans-i herceg címere

Az itáliai háborút az 1544. szeptember 18-án megkötött crépyi béke zárta: az anyagilag kimerült hadviselő felek egyike sem győzött igazán. V. Károly Burgundiáról, I. Ferenc pedig Artois és Flandria grófságáról, illetve a Milánói Hercegségre és a Nápolyi Királyságra formált trónigényről mondott le; ugyanakkor megszállva tartotta Savoya és Piemont területét.
A törékeny béke megerősítésére tervbe vették Károly herceg összeházasítását egy Habsburg hercegnővel. V. Károlyra bízták, hogy kit választ:
- leányát, Máriát, aki Franche-Comtét kapta volna hozományul;
- unokahúgát, Annát, Ferdinánd magyar és cseh király leányát, aki a Milánói Hercegséget hozta volna a házasságba.

Francia részről az ifjú pár az orléans-i, bourboni és angoulême-i hercegséget, valamint a châtellerault-i őrgrófságot kapta volna meg, és Ferenc kiürítette volna Savoyát és Piemontot. Mindebből csak az teljesült, hogy Károly apanázsul megkapta Bourbon hercegségét, ám a felek halogatták a többi intézkedést. A császár végül unokahúga, Anna és Milánó átadása mellett döntött: az esküvő időpontját 1545. szeptember 18-ra tűzték ki, de Károly herceg váratlan halála miatt meghiúsult.
Ami Henrik dauphint illeti, bár aláírta a békeszerződést, hevesen ágált ellene, több okból is. Egyrészt őse, Visconti Valentina hercegnő révén Milánót jogos örökségének tekintette, másrészt Károly házassága is súlyos következményekkel fenyegetett: az előkelő Habsburg hercegnőkkel összevetve a dauphin felesége, az udvari körökben egyébként is lenézett, közrendű „bankárlánynak” gúnyolt Medici Katalin éles kontrasztban állt, ráadásul a hatalmas birtokokkal rendelkező Károly Franciaország egységére nézve is súlyos veszélyt jelenthetett volna. Történészi értékelések szerint V. Károly ezekkel, a dauphint súlyosan sértő pontokkal tudatosan igyekezett elmérgesíteni a két fivér közti rossz viszonyt, hogy ezáltal gyengítse Franciaországot.

## Károly halála
Úgy tűnik, a hercegi fivérek 1545-re kibékültek, ennek bizonyítékaként 1545 szeptemberében együtt indultak a VI. Eduárd angol király erői által ostromlott Boulogne felmentésére. Károly az úton halt meg, halálának körülményeit a pápai nuncius tridenti zsinat elnökségének küldött, Amiens-ben 1545. szeptember 18-án kelt leveléből ismerjük. Eszerint az orléans-i herceg 1545. szeptember 4-én érkezett a pestis sújtotta Pikárdiába, az Abbeville és Montreuil közti királyi táborba. A számára kijelölt lakhely azonban nem nyerte el a tetszését, így átköltözött egy olyan házba, ahol nemrég nyolcan haltak bele a ragályba. Amikor erre figyelmeztették, kijelentette: „francia királyi herceg sosem halt meg pestisben”, és nevetve feküdt az elhunytak ágyába, sőt állítólag társaival még párnacsatába is kezdett. Hamarosan azonban belázasodott, ágynak esett és meggyónt a Forest-Montiers-ben lévő bencés apátságban. Bár állapota javult, szeptember 9-én visszaesett, és felvette az utolsó kenetet. Henrik dauphint három ízben kellett fizikai erővel visszatartani haldokló fivére meglátogatásától; idős apja azonban meglátogatta, és Károly a jelenlétében hunyt el. A királyt nagyon megviselte Károly halála, és élete végéig gyászolta kedvenc fiát. Az orléans-i herceg hirtelen halála nem váltott ki annyi szóbeszédet, mint Ferenc dauphiné 1536-ban, mivel Pikárdiában abban az időben tényleg pestisjárvány tombolt.
Károly nőtlenül és gyermektelenül halt meg; két feleségjelöltje közül Mária utóbb saját unokatestvéréhez, Habsburg Miksa későbbi német-római császárhoz, magyar és cseh királyhoz ment feleségül, Anna pedig V. Albert bajor herceg felesége lett.
1547. március 31-én Henrik dauphin örökölte meg a trónt. Parancsára május 24-én apját, I. Ferencet, valamint két fivérét, Ferenc dauphint és Károly orléans-i herceget is újratemették a Saint-Denis-bazilikában.

## Galéria
- A csecsemő Károly herceg
- A herceg portréja (Antwerpen, 1538-1545)
- A herceg lovas portréja (Antwerpen, 1538-1545)
- Károly portréja Guillaume Rouille Promptuarii Iconum Insigniorum c. művéből (1553)

## Fordítás
Ez a szócikk részben vagy egészben  a   Charles II d'Orléans című francia Wikipédia-szócikk ezen változatának fordításán alapul.  Az eredeti cikk szerkesztőit annak laptörténete sorolja fel. Ez a jelzés csupán a megfogalmazás eredetét és a szerzői jogokat jelzi, nem szolgál a cikkben szereplő információk forrásmegjelöléseként.